# Rudolf von Pufendorf
Rudolf Artur Ludwig Samuel von Pufendorf (* 27. Mai 1900 in Isenhagen; † 11. April 1943 bei einem Flugzeugabsturz) war ein deutscher Kapitän zur See der Kriegsmarine.

## Leben
Rudolf von Pufendorf war ein Sohn von Ludwig August von Pufendorf und seiner Frau Marie von Schweinitz und Krain (* 1877). Rudolf von Pufendorf hatte einen jüngere Schwester und einen älteren und einen jüngeren Bruder. Friedrich (* 1898) starb 1918 im Ersten Weltkrieg und sein anderer Bruder Ulrich (1901–1989) wurde Diplomlandwirt und Publizist.
Rudolf von Pufendorf trat im Oktober 1916 in die Kaiserliche Marine ein. Bis März 1917 war er zur Ausbildung an der Marineschule und auf der Freya, kam dann für zwei Monate auf das Torpedoboot G 95. Von Mai 1917 bis August 1917 war er im 1. Marineartillerieregiment. Anschließend besuchte er bis Mai 1918 unterschiedliche Ausbildungskurse und war in der Schulungs-Halbflottille eingesetzt. Am 17. September 1917 wurde er Fähnrich zur See. Bis September 1918 erfolgte in der 18. Torpedoboots-Halbflottille sein Einsatz als Wachoffizier. Bis Kriegsende war er dann zu einem Artillerielehrgang auf der Kaiserin Augusta. Im Dezember 1918 wurde er zur Reserve entlassen.
Am 28. September 1919 wurde er zum Leutnant zur See d. R. befördert und am 10. Januar 1920 als Leutnant zur See für die Reichsmarine reaktiviert. Am 1. April 1922 wurde er Oberleutnant zur See.
1931 war er als Kapitänleutnant (Beförderung am 1. Oktober 1929) Torpedooffizier auf der Emden. 1934 war er Lehrer an der Marineschule Flensburg-Mürwik. Am 1. Oktober 1935 zum Korvettenkapitän befördert war er im gleichen Jahr in der I. Abteilung des Marinepersonalamtes (MPA I). Von Oktober 1937 bis Mitte Mai 1938 war er Erster Admiralstabsoffizier beim Führer der Torpedoboote und übernahm zusätzlich 1937 nach dem Stapellauf die Z 16, welche erst im August 1938 offiziell in Dienst gestellt wurde.
Vom 8. August 1938 bis Ende Oktober 1938 war er Kommandant des Zerstörers Z 2 Georg Thiele. Am 22. August 1938 nahm die Georg Thiele an der Flottenparade vor Hitler und dem ungarischen Staatsoberhaupt Miklós Horthy anlässlich der Taufe des Schweren Kreuzers Prinz Eugen teil.
Am 9. April 1939 wurde er Kommandant des Zerstörers Z 14, welcher für den Handelskrieg im Kattegat und im Skagerrak eingesetzt wurde. In dieser Position wurde er zum Fregattenkapitän befördert und blieb in dieser Kommandierung bis Ende Oktober 1939. Ab da an war er Chef der 2. Zerstörerflottille, welche aus den Zerstörern Z 1, Z 5, Z 6, Z 7 und Z 8 gebildet wurde. Unter seinem Kommando war die Flottille ab dem Überfall auf Polen bis 1940 für den Handelskrieg eingesetzt. Ebenso kamen Sicherung für Minenunternehmen in der Nordsee dazu. Im Februar 1940 wurde Z 1 durch einen deutschen Luftangriff, welcher infolge von Kommunikationsfehlern stattfand, im Rahmen des Unternehmens Wikinger versenkt. In dieses Unternehmen war auch Z 6 eingebunden. 1940 erfolgte im Zuge der Operation Weserübung der Einsatz vor Norwegen.
Nachdem aber ein Großteil der deutschen Zerstörer bei der Schlacht um Narvik Mitte April 1940 zerstört oder zumindest beschädigt worden waren, wurde im Mai 1940 die 5. und 6. Zerstörerflottille aufgestellt, welche die noch einsatzfähigen deutschen Zerstörer aufnahmen. Am 18. April 1940 wurde dafür die 2. Zerstörerflottille aufgelöst.
Ab Juli 1940 diente er als Erster Admiralstabsoffizier des neu eingerichteten Deutschen Marineverbindungsstabs bei Admiralstab der königlich italienischen Marine unter Konteradmiral Eberhard Weichold und blieb dies bis Juni 1941. Am 1. Dezember 1940 war er zum Kapitän zur See befördert worden. Von Juli 1941 bis September 1942 war er Erster Admiralstabsoffizier des Flottenkommandos. Anschließend wurde er deutscher Admiralstabsoffizier beim Admiralstab der königlich italienischen Marine.
Am 11. April 1943 starb er bei einem Flugzeugabsturz.